# Žemliare
Žemliare (v letech 1927–1948 slovensky Žemliary, do roku 1927 též Žemliarovce, maďarsky Zsemlér) jsou obec na Slovensku v okrese Levice. Nachází se na východě slovenské Podunajské nížiny, na levém břehu dolního Hronu. .

## Historie
Na území obce byl nalezen kostrový hrob z doby laténské.
Žemliare jsou poprvé písemně zmíněny v roce 1075 jako Semlar a byly nejprve majetkem opatství Hronský Beňadik, v roce 1565 se staly majetkem ostřihomské kapituly. Během tureckých válek byly součástí Osmanské říše. V roce 1534 zde byl mlýn a 11 port, v roce 1601 byl v obci mlýn a 26 domů, v roce 1720 zde žilo 13 poplatníků, v roce 1828 zde bylo 37 domů a 246 obyvatel.
Do roku 1918 byla obec součástí Uherska. Kvůli první vídeňské arbitráži byla v letech 1938 až 1945 součástí Maďarska.
Při sčítání lidu v roce 2011 žilo v Žemliarech 167 obyvatel, z toho 120 Maďarů, 46 Slováků a jeden Polák.

## Pamětihodnosti
- Římskokatolický kostel svatého Ladislava postavený v roce 1806 v klasicistním stylu.[3]